# Girls Just Want to Have Fun (film)
Girls Just Want to Have Fun är en amerikansk film från 1985 i regi av Alan Metter.

## Handling
Hårt hållna tonårstjejen Janey är nyinflyttad i Chicago, där TV-programmet Dance TV spelas in. När programmet ordnar en tävling där de söker nya dansare, ställer Janey upp och tävlar, trots att hennes far uttryckligen förbjudit henne att deltaga.

## Rollista (i urval)
- Sarah Jessica Parker - Janey Glenn
- Lee Montgomery - Jeff Malene
- Helen Hunt - Lynne Stone
- Shannen Doherty - Maggie Malene
- Morgan Woodward - J.P. Sands
- Ed Lauter - överste Glenn
- Jonathan Silverman - Drew
- Holly Gagnier - Natalie